# Odontolabis cuvera
Odontolabis cuvera es una especie de coleóptero de la familia Lucanidae.

## Distribución geográfica
Habita en Bangladés, Darjeeling, Assam, Nepal y Bután.